# Фетісов В'ячеслав Олександрович
В'ячеслав Фетісов (рос. Вячеслав Александрович Фетисов, 20 квітня 1958, Москва) — російський політичний і спортивний діяч. Депутат Державної Думи Федеральних Зборів Російської Федерації VII скликання, перший заступник голови комітету ГД з фізичної культури, спорту, туризму і справах молоді з 5 жовтня 2016 року. Член Вищої ради партії «Єдина Росія».
Хокеїст, що грав на позиції захисника.  Гравець легендарної хокейної «п'ятірки» 1980-х років радянського хокею Макаров-Ларіонов-Крутов-Фетисов-Касатонов. Грав за збірну команду СРСР.
Член Зали слави хокею з 2001 року. Олімпійський чемпіон. Володар Кубка Стенлі. Провів понад 600 матчів у Національній хокейній лізі.

## Ігрова кар'єра
У 12 років потрапив в ЦСКА (Москва) до тренера Юрія Чабаріна. У 18 років брав участь в турнірі з хокею в складі юнацької команди ЦСКА, а 1974 року дебютував у основному складі команди ЦСКА.
У драфті НХЛ 1978 року був обраний Монреаль Канадієнс під 201-й номером, 1983 року був обраний на драфті НХЛ під 145-м загальним номером командою «Нью-Джерсі Девілс». 
Протягом професійної клубної ігрової кар'єри, що тривала 23 роки, захищав кольори команд  «Нью-Джерсі Девілс», «Детройт Ред-Вінгс»,  ЦСКА (Москва), «Спартак» (Москва).
Загалом провів 662 матчі в НХЛ, включаючи 116 ігор плей-оф Кубка Стенлі. Учасник матчів усіх зірок НХЛ 1997 та 1998 років. 
Був гравцем молодіжної збірної СРСР, у складі якої брав участь у 27 іграх. Виступав за збірну СРСР, провів 143 гри в її складі.

## Інше
Член Ради Федерації РФ від Законодавчих зборів Приморського краю (2008—2016).
З 29 квітня 2009 по 21 січня 2012 — президент хокейного клубу ЦСКА.
З 5 квітня 2012 — голова правління Російської аматорської хокейної ліги. 
Знімався в кіно, зокрема в телесеріалі «Вороніни» та інших.
З 5 жовтня 2016 року — депутат Державної Думи Федеральних Зборів Російської Федерації VII скликання, перший заступник голови комітету ГД з фізичної культури, спорту, туризму та справ молоді. Член Вищої ради партії «Єдина Росія».
З 16 грудня 2017 року заступник голови Опікунської ради Всеросійського товариства охорони природи.

## Санкції
Через підтримку російсько-української війни — перебуває під персональними міжнародними санкціями різних країн.
З 23 лютого 2022 року перебуває під санкціями всіх країн Європейського союзу.
З 11 березня 2022 року перебуває під санкціями Великої Британії.
З 24 березня 2022 року перебуває під санкціями Сполучених Штатів Америки.
З 24 лютого 2022 року перебуває під санкціями Канади.
З 25 лютого 2022 року перебуває під санкціями Швейцарії.
З 26 лютого 2022 року перебуває під санкціями Австралії.
З 12 квітня 2022 року перебуває під санкціями Японії.
Указом президента України Володимира Зеленського від 7 вересня 2022 року перебуває під санкціями України.
З 3 травня 2022 року перебуває під санкціями Нової Зеландії.

## Спортивні нагороди
- Володар Кубка Канади — 1981.
- Олімпійський чемпіон — 1984, 1988, срібний призер Олімпіади — 1980.
- Чемпіон світу — 1978, 1981, 1982, 1983, 1986, 1989, 1990; срібний призер — 1987; бронзовий призер — 1977, 1985, 1991.
- Чемпіон Європи — 1978, 1981, 1982, 1983, 1985, 1986, 1987, 1989, 1991.
- Багаторазовий чемпіон СРСР — 1975, 1977—1989; срібний призер — 1976.
- Володар Кубка СРСР — 1977, 1979, 1988.
- Багаторазовий володар Кубка європейських чемпіонів.
- Володар Кубка Стенлі в складі «Детройт Ред-Вінгс» — 1997, 1998.
- Олімпійський орден — 2000.

## Державні нагороди
- Орден «За заслуги перед Вітчизною» 3 ступеня (2005), 4 ступеня (2000).
- Орден Пошани — 1998.
- Орден Дружби — 2007.
- Орден Леніна — 1988.
- Орден Трудового Червоного Прапора — 1984.
- Орден «Знак Пошани» — 1978, 1981.
- Медаль «70 років Збройних Сил СРСР» — 1988.
- Медаль «За бездоганну службу» (СРСР) 3 ступеня.

## Статистика

### Клубні виступи
| Сезон         | Клуб                | Ліга          | Регулярний сезон | Регулярний сезон | Регулярний сезон | Регулярний сезон | Регулярний сезон | Плей-оф | Плей-оф | Плей-оф | Плей-оф | Плей-оф |
| Сезон         | Клуб                | Ліга          | І                | Г                | П                | О                | ШХ               | І       | Г       | П       | О       | ШХ      |
| ------------- | ------------------- | ------------- | ---------------- | ---------------- | ---------------- | ---------------- | ---------------- | ------- | ------- | ------- | ------- | ------- |
| 1974–75       | ЦСКА (Москва)       | СРСР          | 1                | 0                | 0                | 0                | 0                | —       | —       | —       | —       | —       |
| 1975–76       | ЦСКА (Москва)-мол.  | СРСР-мол.     | —                | —                | —                | —                | —                | —       | —       | —       | —       | —       |
| 1976–77       | ЦСКА (Москва)       | СРСР          | 28               | 3                | 4                | 7                | 14               | —       | —       | —       | —       | —       |
| 1977–78       | ЦСКА (Москва)       | СРСР          | 35               | 9                | 18               | 27               | 46               | —       | —       | —       | —       | —       |
| 1978–79       | ЦСКА (Москва)       | СРСР          | 29               | 10               | 19               | 29               | 40               | —       | —       | —       | —       | —       |
| 1979–80       | ЦСКА (Москва)       | СРСР          | 37               | 10               | 14               | 24               | 46               | —       | —       | —       | —       | —       |
| 1980–81       | ЦСКА (Москва)       | СРСР          | 47               | 13               | 16               | 29               | 44               | —       | —       | —       | —       | —       |
| 1981–82       | ЦСКА (Москва)       | СРСР          | 46               | 15               | 26               | 41               | 20               | —       | —       | —       | —       | —       |
| 1982–83       | ЦСКА (Москва)       | СРСР          | 43               | 6                | 17               | 23               | 46               | —       | —       | —       | —       | —       |
| 1983–84       | ЦСКА (Москва)       | СРСР          | 44               | 19               | 30               | 49               | 38               | —       | —       | —       | —       | —       |
| 1984–85       | ЦСКА (Москва)       | СРСР          | 20               | 13               | 12               | 25               | 6                | —       | —       | —       | —       | —       |
| 1985–86       | ЦСКА (Москва)       | СРСР          | 40               | 15               | 19               | 34               | 12               | —       | —       | —       | —       | —       |
| 1986–87       | ЦСКА (Москва)       | СРСР          | 39               | 13               | 20               | 33               | 18               | —       | —       | —       | —       | —       |
| 1987–88       | ЦСКА (Москва)       | СРСР          | 46               | 18               | 17               | 35               | 26               | —       | —       | —       | —       | —       |
| 1988–89       | ЦСКА (Москва)       | СРСР          | 23               | 9                | 8                | 17               | 18               | —       | —       | —       | —       | —       |
| 1989–90       | «Нью-Джерсі Девілс» | НХЛ           | 72               | 8                | 34               | 42               | 52               | 6       | 0       | 2       | 2       | 10      |
| 1990–91       | «Нью-Джерсі Девілс» | НХЛ           | 67               | 3                | 16               | 19               | 62               | 7       | 0       | 0       | 0       | 15      |
| 1990–91       | «Ютіка Девілс»      | АХЛ           | 1                | 1                | 1                | 2                | 0                | —       | —       | —       | —       | —       |
| 1991–92       | «Нью-Джерсі Девілс» | НХЛ           | 70               | 3                | 23               | 26               | 108              | 6       | 0       | 3       | 3       | 8       |
| 1992–93       | «Нью-Джерсі Девілс» | НХЛ           | 76               | 4                | 23               | 27               | 158              | 5       | 0       | 2       | 2       | 4       |
| 1993–94       | «Нью-Джерсі Девілс» | НХЛ           | 52               | 1                | 14               | 15               | 30               | 14      | 1       | 0       | 1       | 8       |
| 1994–95       | «Нью-Джерсі Девілс» | НХЛ           | 4                | 0                | 1                | 1                | 0                | —       | —       | —       | —       | —       |
| 1994–95       | ЦСКА (Москва)       | МХЛ           | 1                | 0                | 1                | 1                | 4                | —       | —       | —       | —       | —       |
| 1994–95       | «Спартак» (Москва)  | МХЛ           | 1                | 0                | 1                | 1                | 4                | —       | —       | —       | —       | —       |
| 1994–95       | «Детройт Ред-Вінгс» | НХЛ           | 14               | 3                | 11               | 14               | 2                | 18      | 0       | 8       | 8       | 14      |
| 1995–96       | «Детройт Ред-Вінгс» | НХЛ           | 69               | 7                | 35               | 42               | 96               | 19      | 1       | 4       | 5       | 34      |
| 1996–97       | «Детройт Ред-Вінгс» | НХЛ           | 64               | 5                | 23               | 28               | 76               | 20      | 0       | 4       | 4       | 42      |
| 1997–98       | «Детройт Ред-Вінгс» | НХЛ           | 58               | 2                | 12               | 14               | 72               | 21      | 0       | 3       | 3       | 10      |
| 2009–10       | ЦСКА (Москва)       | КХЛ           | 1                | 0                | 0                | 0                | 0                | —       | —       | —       | —       | —       |
| Усього в СРСР | Усього в СРСР       | Усього в СРСР | 478              | 153              | 221              | 374              | 374              | —       | —       | —       | —       | —       |
| Усього в НХЛ  | Усього в НХЛ        | Усього в НХЛ  | 546              | 36               | 192              | 228              | 656              | 116     | 2       | 26      | 28      | 145     |

### Збірна
| Рік                | Команда            | Турнір             | Місце              |     | І  | Г  | П   | О   | ШХ |
| ------------------ | ------------------ | ------------------ | ------------------ | --- | -- | -- | --- | --- | -- |
| 1975               | СРСР               | ЮЧЄ                | 1                  | 5   | 1  | 0  | 1   | 0   |    |
| 1976               | СРСР               | ЮЧЄ                | 1                  | 4   | 2  | 0  | 2   | 0   |    |
| 1976               | СРСР               | МЧС                | 1                  | 4   | 0  | 0  | 0   | 0   |    |
| 1977               | СРСР               | МЧС                | 1                  | 7   | 3  | 2  | 5   | 4   |    |
| 1977               | СРСР               | ЧС                 | 3                  | 5   | 3  | 3  | 6   | 2   |    |
| 1978               | СРСР               | МЧС                | 1                  | 7   | 3  | 5  | 8   | 6   |    |
| 1978               | СРСР               | ЧС                 | 1                  | 10  | 4  | 6  | 10  | 11  |    |
| 1980               | СРСР               | ОІ                 | 2                  | 7   | 5  | 4  | 9   | 10  |    |
| 1981               | СРСР               | ЧС                 | 1                  | 8   | 1  | 4  | 5   | 6   |    |
| 1981               | СРСР               | КК                 | 1                  | 7   | 1  | 7  | 8   | 10  |    |
| 1982               | СРСР               | ЧС                 | 1                  | 10  | 4  | 3  | 7   | 6   |    |
| 1983               | СРСР               | ЧС                 | 1                  | 10  | 3  | 7  | 10  | 8   |    |
| 1984               | СРСР               | ОІ                 | 1                  | 7   | 3  | 8  | 11  | 8   |    |
| 1985               | СРСР               | ЧС                 | 3                  | 10  | 6  | 7  | 13  | 15  |    |
| 1986               | СРСР               | ЧС                 | 1                  | 10  | 6  | 9  | 15  | 10  |    |
| 1987               | СРСР               | ЧС                 | 2                  | 10  | 2  | 8  | 10  | 2   |    |
| 1987               | СРСР               | КК                 | 2                  | 9   | 2  | 5  | 7   | 9   |    |
| 1988               | СРСР               | ОІ                 | 1                  | 8   | 4  | 9  | 13  | 6   |    |
| 1989               | СРСР               | ЧС                 | 1                  | 10  | 2  | 4  | 6   | 17  |    |
| 1990               | СРСР               | ЧС                 | 1                  | 8   | 2  | 8  | 10  | 8   |    |
| 1991               | СРСР               | ЧС                 | 3                  | 10  | 3  | 1  | 4   | 4   |    |
| Молодіжна збірна   | Молодіжна збірна   | Молодіжна збірна   | Молодіжна збірна   | 27  | 9  | 7  | 16  | 21  |    |
| Національна збірна | Національна збірна | Національна збірна | Національна збірна | 143 | 51 | 95 | 146 | 144 |    |